# Gunki monogatari
 (septembre 2016).

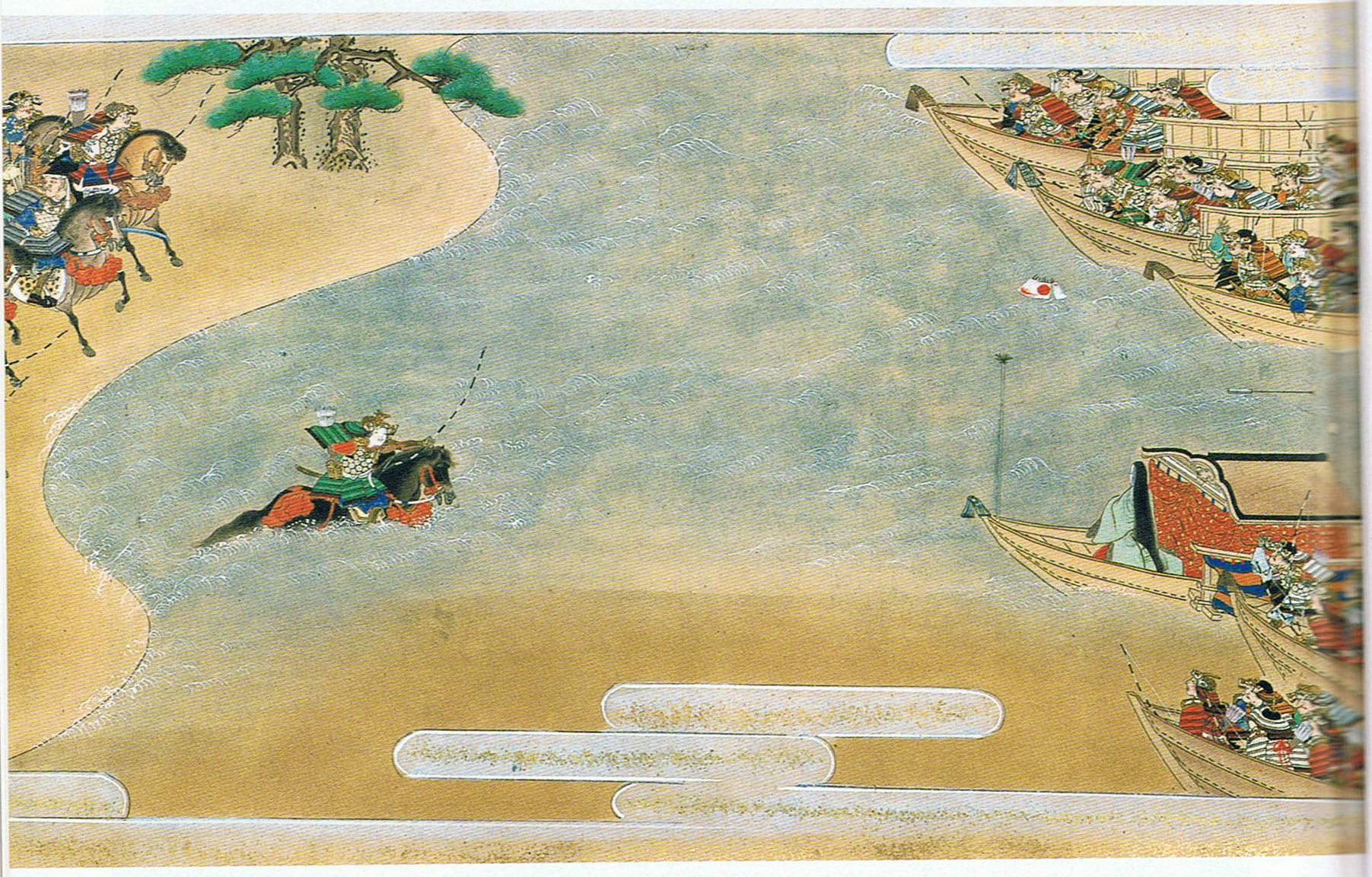
Représentation de la bataille de Yashima : on y voit Nasu no Yoichi qui tire sa célèbre flèche sur l'éventail au sommet du mât d'un navire Taira. Provenant d'un rouleau suspendu, au musée Watanabe, préfecture de Tottori (Japon).

Le gunki monogatari (軍記物語, « contes guerriers ») est une catégorie de la littérature japonaise composée essentiellement durant les époques de Kamakura et Muromachi et qui traite des guerres et des conflits, en particulier des guerres civiles qui se déroulent entre 1156 et 1568. Parmi les œuvres de ce genre, on compte le Hōgen monogatari et le Heiji monogatari, le plus connu de ces gunki monogatari étant le Heike monogatari.

## Attribution
Contrairement à leurs équivalents de l'époque de Heian tel que le Genji monogatari, nombre des contes guerriers médiévaux ne sont pas assignables à un auteur particulier et sont généralement l’œuvre d'une multitude de contributeurs. Les auteurs n'écrivent pas ces histoires du début à la fin mais plutôt les modifient et les réécrivent à de nombreuses fois.

## Distribution
Les gunki monogatari sont transmis sous deux formes : les yomimono (textes écrits) et la récitation par des prêtres aveugles connus sous le nom de biwa hōshi. La pratique orale comporte un élément rituel car elle est supposée restaurer l'ordre dans la société et apaiser les âmes en colère des guerriers tués au combat, mais elle fonctionne également comme un divertissement à part entière.
Du point de vue historique, les contes guerriers ont obtenu un grand succès par leurs récitations accompagnées au luth mais cela a par ailleurs accrédité l'idée fausse largement répandue selon laquelle les gunki monogatari sont écrits à l'origine aux seules fins de mémorisation et de récitation.
Cependant, les comparaisons des manuscrits originaux soigneusement conservés révèlent que le Heike monogatari, le conte guerrier le plus célèbre, est écrit à l'origine pour faire la chronique de façon pseudo-historique de la bataille entre les familles Minomoto et Taira. Dans la formulation de ce récit, l'auteur s'inspire largement de récits oraux existants ainsi que des journaux et autres documents historiques. Puisque le document original a été écrit pour être lu, et non pas récité, il a dû être révisé pour la récitation. L'actuelle copie du Heike qui fait autorité est le résultat des transcriptions de ces récitations orales.

## Style et forme
Les contes de guerre médiévaux sont écrits dans une combinaison de chinois et de japonais ; la prose est japonaise mais comprend de nombreuses phrases chinoises, contrairement aux contes guerriers du milieu de l'époque de Heian, composés eux en kanbun (prose en chinois). Bien que les textes sont principalement écrits en prose, ils comprennent également à l'occasion des poèmes, généralement waka.
Une autre différence essentielle entre les récits de guerre médiévaux et leurs prédécesseurs est que la littérature Heian prend la forme de documents historiques, tandis que les contes médiévaux relèvent vraiment de la catégorie des monogatari. Bien que les deux se concentrent souvent autour d'un unique guerrier qui a provoqué une perturbation majeure de la société, les récits de guerre médiévaux portent une attention unique sur les pensées et les expériences personnelles des guerriers individuels. La littérature Heian met l'accent sur les perturbations provinciales vues de la capitale tandis que les contes de guerre médiévaux changent de perspectives pour se consacrer à ceux qui sont vraiment engagés dans la guerre et sympathisent souvent avec les guerriers vaincus. Les auteurs de gunki monogatari n'hésitent pas à sympathiser avec les guerriers ou moraliser à propos de leurs actions.
La forme générale du récit guerrier se compose généralement de trois parties, décrivant respectivement les causes de la guerre, les batailles elles-mêmes, et les répercussions de la guerre. Les textes sont généralement épisodiques, divisés en de nombreux petits récits mettant souvent l'accent sur des incidents choisis ou des guerriers isolés. Il s'agit là de la conséquence de la transmission orale du texte. Les scènes de bataille elles-mêmes reflètent également un lien avec les pratiques orales. Si l'on considère par exemple les différentes versions du Heike monogatari, on constate que les versions antérieures, telles que le Shibu kassenjō, comprennent seulement une description générale de la bataille elle-même, tandis que les versions ultérieures incluent les actions des guerriers en tant qu'individus. Qui plus est, les contes tardifs transforment les guerriers de simples personnages humains qu'ils sont en héros idéalisés qui incarnent l'éthique guerrière. Ces contes tardifs relèvent probablement de la fiction, conséquence de la tendance des récits oraux à utiliser les gens et les événements réels et à les intégrer avec des thèmes prescrits afin de créer des spectacles efficaces. Les contes guerriers sont ainsi une combinaison de faits historiques et de fiction dramatique.
Il est également possible d'établir des liens entre les traditions orales et la manière dont ces scènes de bataille sont menées. Les scènes de bataille comprennent couramment des descriptions des habits du guerrier et de son armure, à la fois comme moyen d'identifier le guerrier et comme moyen de décrire sa personnalité. Ces descriptions sont des formules conventionnelles mais décrivent toujours efficacement les attributs du guerrier individuel. Une autre partie des scènes guerrières montre le héros annonçant son nom, discours qui comprend non seulement son nom personnel et son titre, mais aussi ses liens familiaux et ses exploits.

### Éthique guerrière
Le gunki monogatari accorde une grande importance à l'éthique du guerrier. Ce système moral comprend, avant tout, la loyauté vis-à-vis de son seigneur et le courage en face de la certitude de la mort. Cela est manifeste dans l'esprit auto-sacrificiel du personnage de Sanemori dans le Heike monogatari qui, malgré son âge, se tourne à plusieurs reprises en arrière pour engager l'ennemi afin de protéger les forces Heike en retraite. Cette fidélité est fortement liée à la notion d'honneur personnel ; les guerriers préfèrent mourir et être loués à titre posthume que de vivre avec un nom terni.
Le code d'honneur rejette également toute compassion quand elle entre en conflit avec le devoir. Le Heike monogatari en donne un exemple quand un jeune guerrier genji, Yukishige, se tourne vers Takahashi et le tue en dépit du fait que celui-ci vient d'épargner sa vie à cause de la ressemblance du jeune Yushikige avec son propre fils. Alors que la pitié pour un jeune ennemi en raison de l'affection paternelle est un refrain commun dans l'intrigue des gunki monogatari, la fidélité sans limite de Yushikige pour son camp au détriment de la compassion est sans doute plus proche de la notion rigide de l'honneur adoptée par la classe guerrière. Cette adhésion rigide au code de la loyauté trouve un écho dans le célèbre épisode Atsumori-Naozane où les exhortations de l'éthique du guerrier l'emportent sur les regrets de Naozane et forcent sa main à tuer.
Outre la prescription du code moral « droit » de poursuivre, l'éthique guerrière restreint et dicte aussi les actions des guerriers à des niveaux plus superficiels. Par exemple, couper les têtes des ennemis en tant que trophée de guerre est considéré comme la norme sur le champ de bataille, mais condamné comme peu chevaleresque si l'ennemi s'est déjà rendu.
L'éthique guerrière dicte un cours préalablement fixé d'actions que les guerriers doivent poursuivre, indépendamment de leurs sentiments ou inclinations personnels. On en trouve un exemple dans la bataille classique entre le « devoir » et le « désir » qui se joue dans l'histoire d'Atsumori du Heike monogatari. Néanmoins, les aberrations entre les actions des différents personnages dans les différentes versions des contes de guerre trahissent des différences dans la façon dont de nombreux éditeurs et auteurs perçoivent l'éthique guerrière idéale, aussi doit-on s'abstenir de tirer des conclusions définitives sur la nature fixe de l'éthique du guerrier.

### Bouddhisme
L'autre système de valeurs essentielles qui régit l'éthique du gunki monogatari est le bouddhisme. Tout d'abord, il est important de noter que le bouddhisme et l'éthique du guerrier ne sont pas nécessairement considérés comme étant opposés l'un à l'autre. En dépit de leurs différences inhérentes, l'éthique du gunki monogatari représente une sorte de combinaison des deux. Cela est possible principalement parce que la forme de bouddhisme adoptée par le gunki monogatari est le bouddhisme Amitābha qui enseigne que toute personne qui se repent de ses péchés et en appelle au bouddha Amida peut renaître dans son Paradis de l'Ouest et de là atteindre l'illumination. Cette croyance permet aux guerriers, même s'ils commettent des actes de violence, de faire appel au nom d'Amida. Qui plus est, la poursuite de l'illumination dans cette vie est impossible selon le bouddhisme Amida, en raison de la détérioration de la loi bouddhique sur la terre (mappō).
Les principaux concepts bouddhistes du gunki monogatari comprennent le karma, l'idée que les circonstances actuelles sont des punitions ou des récompenses pour les actions passées et l'impermanence, l'idée qu'aucune chose sur cette terre ne peut durer longtemps. Ces thèmes apparaissent ouvertement en courts sermons — comme des interjections dans le texte. Le  Heike monogatari en particulier peut être compris comme un long sermon sur le bouddhisme.